# Dušan Mandić
Dušan Mandić (em sérvio:  Душан Мандић; Kotor, 16 de junho de 1994) é um jogador de polo aquático sérvio, nascido em Montenegro, campeão olímpico.

## Carreira

### Jogos Olímpicos
Mandić fez parte do elenco bronze olímpico de Londres 2012. Quatro anos depois integrou a equipe da Sérvia medalha de ouro nos Jogos do Rio de Janeiro. A equipe repetiu o mesmo desempenho nos Jogos de 2020 em Tóquio. Nos Jogos Olímpicos de Verão de 2024, em Paris, voltou a conquistar a medalha de ouro no torneio masculino do polo aquático, após vencer na final confronto contra a equipe croata por 13–11.